# Roger Rees
Pour les articles homonymes, voir Rees.
Roger Rees, né le 5 mai 1944 à Aberystwyth, dans le Pays de Galles, et mort le 10 juillet 2015 à New York, est un acteur et réalisateur britannico-américain.

## Biographie
En 1968, il intègre la Royal Shakespeare Company. Malgré ses nombreuses participations au cinéma et à la télévision, il reste principalement un homme de théâtre.
Il vit aux États-Unis à partir de 1989 où il devient, en janvier 2007, directeur du Festival de Théâtre de Williamstown à Williamstown, Massachusetts.
Il succombe à un cancer à Manhattan, New York, à l'âge de 71 ans.

## Filmographie

### Télévision
- 1979 : Macbeth, de Philip Casson (TV) : Malcolm
- 1994-1995 : MANTIS (série télévisée)
- 1994 : Angela, 15 ans - Saison 1 épisode 6 :  Vic Racine (série télévisée)
- 1996 : Le Titanic (Titanic) (TV) : Joseph Bruce Ismay
- 1999-2004 : À la Maison-Blanche : Lord John Marbury (série télévisée)
- 2000 : Oz - Saison 4 épisode 9 : Jack Eldridge (série télévisée)
- 2002 : New York, police judiciaire - Saison 13 épisode 20 : Wyatt Scofield (série télévisée)
- 2006 : Grey's Anatomy - Saison 3 épisodes 18, 19, 20 : Colin Marlow (série télévisée)
- 2009 : Warehouse 13 (série télévisée) : James MacPherson
- 2013 : Elementary - Saison 1 épisode 6, saison 2 épisode 20 : Alistair Moore (série télévisée)
- 2015 : Forever - Saison 1, épisode 13 : le prêtre emprisonné

### Cinéma
- 1984 : Star 80 de Bob Fosse : Aram Nicholas
- 1990 : Next (en) de Barry Purves : Peter, un producteur (voix)
- 1991 : Espion junior (If Looks Could Kill) de William Dear : Augustus Steranko
- 1992 : Arrête, ou ma mère va tirer ! de Roger Spottiswoode : Parnell
- 1993 : Sacré Robin des Bois de Mel Brooks : le Shérif de Rotingham
- 1996 : The Substance of Fire de Daniel G. Sullivan : Max
- 1997 : Sudden Manhattan d'Adrienne Shelly : Murphy
- 1997 : Trouble on the Corner d'Alan Madison : M. McMurtry
- 1998 : La Mémoire volée de Martin Duffy : Dr Croft
- 1999 : Le Songe d'une nuit d'été (A Midsummer Night's Dream) : Peter Quince
- 2001 : Taxis pour cible (3 A.M.)
- 2002 : Peter Pan, retour au Pays Imaginaire de Robin Budd : Edward (voix)
- 2003 : Frida de Julie Taymor : Guillermo Kahlo
- 2006 : Le Prestige de Christopher Nolan : Owens
- 2006 : Garfield 2 de Tim Hill : Monsieur Hobbs
- 2006 : Game 6 de Michael Hoffman : Jack Haskins
- 2007 : Invasion d'Oliver Hirschbiegel : Yorish